# グレテ・ソンク
グレテ・ソンク(Grethe Sønck、1929年7月16日 - 2010年2月12日）は、デンマークの中央ユラン地域ストルーア出身の女優、歌手。活動を始めた直後は本名のグレテ・インゲボルグ・ニールセン・ハルド (Grethe Ingeborg Nielsen Hald)の名で活動を行っていたが、1968年からは現在の芸名に改名している。
1946年にタレントコンテストで優勝、翌年より遊園地のデュアハウスバッケン内にあるレストランRestaurant Sommerlystにて歌手として活動を始めた。1960年にはペール・グルドブランドセン監督の映画『Elefanter på loftet』に出演し、映画デビューを果たした。
彼女は2度の結婚経験があり2度目には画家のヴォルメル・ソレンセンと結婚し、1958年から彼の死の1982年までを共に暮らした。
2010年2月12日、老衰により80歳でRågelejeにて死去くなった。